# AMIS FSH
L'Association AMIS FSH est une association française de type loi de 1901, créée en 2002 et consacrée à la lutte contre la dystrophie facio-scapulo-humérale, une maladie rare, évolutive, d'origine génétique, touchant les muscles.

## Ses missions
L'association s'est fixé quatre missions :
- rompre l’isolement des patients ;
- informer ;
- promouvoir la recherche ;
- établir des réseaux.

## Ses actions

### Rompre l'isolement des patients
Pour rompre l’isolement des malades, AMIS FSH a mis en place :
- un site internet (certifié HONcode pour la qualité et la transparence de ses informations), dont le forum (partie privée) constitue un lieu d'échanges privilégié entre malades ;

- une écoute téléphonique pour un contact personnel et bienveillant avec un bénévole de l’association ;

- des journées[1] et des week-ends[2] d'échanges entre  malades, chercheurs et médecins, organisés deux fois par an, qui offrent des conférences de chercheurs, des tables rondes, des ateliers techniques...

### Informer
AMIS FSH a pour priorité de collecter l'information dans les revues et les congrès scientifiques pour la transmettre au plus grand nombre (patients, médecins, chercheurs). Outre les journées et les week-ends FSH qu'elle organise, l'association publie :
- les Dossiers d’AMIS FSH : des dossiers de synthèse sur différents aspects de la dystrophie FSH (DPN/DPI (diagnostic prénatal et préimplantatoire), arthrodèse scapulothoracique, etc.) ;

- une lettre de veille scientifique diffusée aux chercheurs et aux responsables d’associations de patients du monde entier.

### Promouvoir la recherche
AMIS FSH a été promoteur d'une étude clinique en 2005 (fait notable parmi les mouvements de malades), qui a débouché en 2010 sur un essai clinique thérapeutique, mené auprès de 54 patients, au laboratoire Physiologie et médecine expérimentale du cœur et des muscles, au CHRU de Montpellier,. Les résultats de cet essai clinique s'avèrent encourageants et ont été publiés dans la revue Free Radical Biology & Medicine.

### Établir des réseaux
AMIS FSH est membre fondateur de l’association européenne FSHD Europe, créée en 2009, qui fédère les associations de lutte contre la dystrophie FSH. FSHD Europe a son siège à Baarn, aux Pays-Bas, et a été présidé par Kees van der Graaf, ancien président d'Unilever Europe. Sa président actuelle est Fabiola Bertinotti.
AMIS FSH participe à des manifestations en faveur des maladies rares. L'association a signalé la difficulté de recruter des patients pour des essais cliniques concernant les maladies rares.

## Recherche de fonds
L’association est financée par les adhésions et les dons.
En février 2012, une coureuse de fond a participé à la course humanitaire La Sénégazelle aux couleurs de l'association pour récolter des fonds,,,.
En novembre 2012, l'association a pris part à une opération de financement participatif pour financer une exposition itinérante de photographies avec l'Agence Look at sciences, destinée à faire connaître la maladie et attirer des mécènes.

## Dates clés
- 2002 : création de l'association AMIS FSH Europe.
- 2003 : première participation à un congrès scientifique international.
- 2005 : lancement de l'étude clinique au CHRU de Montpellier (fondée sur des prélèvements musculaires et sanguins de membres volontaires de l'association). AMIS FSH Europe est promoteur de cette étude.
- 2007 : première contribution à un financement de thèse.
- 2009 : AMIS FSH Europe est cofondateur de l'association FSHD Europe, qui fédère des associations de lutte contre la dystrophie FSH.
- 2010 : début de l'essai thérapeutique fondé sur une supplémentation en antioxydants, cofinancé par AMIS FSH.
- 2012 : fin de l'essai thérapeutique fondé sur une supplémentation en antioxydants. Des résultats préliminaires sont annoncés le 28 octobre 2012 lors du WE FSH 2012 à Agde[16],[17].
- 2013 : exposition photo et vidéo FSH, l'autre myopathie à Paris.
- 2014 : modification du nom de l'association : « AMIS FSH Europe » devient « AMIS FSH »[18].
- 2014 : AMIS FSH reçoit l'agrément du Ministère de la Santé (arrêté du 14 janvier 2014, publié au Journal officiel de la République française le 23 janvier 2014).
- 2017 : AMIS FSH se dote d'un conseil scientifique.

## Présidents
- 2002 - 2005 Cyrus Hématy
- 2005 - 2014 Manuel Cabral
- 2015 - 2016 Daniel Mennetret
- 2016 - 2019 Pierre Laurian
- 2019 - 2024 Vincent Tronel
- 2024 - aujourd’hui Sylvie Jaricot

## Quelques chiffres
- Dix associations de patients partenaires d’AMIS FSH.
- 1700 « amis » sur la page Facebook d’AMIS FSH.